# 幻異傳奇
《幻異傳奇》（英語：Amazing Stories）是一部美國單元劇形式的奇幻類網絡劇集，根據1985年史蒂芬·史匹柏創作的《驚異傳奇》改編，執行製片人包括愛德華·基迪斯、亞當·霍羅威茨、史蒂芬·史匹柏、達里爾·弗蘭克和賈斯汀·法爾維。劇集於2020年3月6日在蘋果公司的線上串流媒體平台Apple TV+首播。英文片名取材於1926年發行的第一本科幻雜誌，此雜誌並在數十年間以各種形式持續發行。

## 劇集
| 集數 | 標題                  | 譯名         | 導演        | 編劇                     | 上線日期      |
| ---- | --------------------- | ------------ | ----------- | ------------------------ | ------------- |
| 1    | The Cellar            | 地窖         | 克里斯·朗   | 傑西卡·沙澤              | 2020年3月6日  |
| 2    | The Heat              | 熾熱之心     | 席維凡·懷特 | 齊娜卡·霍奇              | 2020年3月13日 |
| 3    | Dynoman and the Volt! | 動力男和伏特 | 蘇珊娜·彿格 | 彼得·阿克曼              | 2020年3月20日 |
| 4    | Signs of Life         | 生命跡象     | 麥可·丁納   |                          | 2020年3月27日 |
| 5    | The Rift              | 裂縫         | 麥可·馬洛   | 唐·漢德菲爾德和李察·瑞納 | 2020年4月3日  |

## 製作

### 開發
2015年10月23日，NBC宣佈重啟1985年由史蒂芬·史匹柏創作的單元劇《驚異傳奇》。布萊恩·富勒有望執導試播集並執筆編劇，達里爾·弗蘭克和賈斯汀·法爾維擔當執行製片人。環球電視公司參與製作。當時消息稱史蒂芬·史匹柏不參與劇集開發製作。2017年10月10日，蘋果公司接手這個項目，並宣佈直接整季預訂第一季，共十集。隨後，《紐約時報》表示史蒂芬·史匹柏的公司安培林電視參與製作。
2018年2月7日，由於創作分歧，布萊恩·富勒辭去節目統籌，尚未清楚他是否會繼續擔當其他職位。不過消息稱他離開前，還未向蘋果公司提交劇本。第二天，執行製片人哈特·漢森離開製作組。5月22日，愛德華·基迪斯和亞當·霍羅威茨加入製作團隊，擔當執行製片人和節目統籌。12月4日，報道稱麥可·馬洛將執導其中由愛德華·賓斯主演的一集。

### 選角
2018年12月4日，愛德華·賓斯、奧斯汀·斯托威爾和凱瑞·比什將共同出演其中一集。

### 拍攝
劇集的主體拍攝於2018年11月在喬治亞州開機，取景地包括福賽斯和格里芬等地。12月，劇集在桑迪斯普林斯和士麥那等地拍攝。2019年1月，劇集在埃默里大學和奧林匹克百年公園等地拍攝。

## 資料來源
1. ↑  Hibberd, James. . Entertainment Weekly. 2015-10-23  [2018-05-31]. （原始内容存档于2018-02-08） （美国英语）.
2. ↑  Koblin, John. . The New York Times.   [2017-10-10]. （原始内容存档于2017-10-10） （美国英语）.
3. ↑  Andreeva, Nellie. . Deadline Hollywood. 2018-02-07  [2018-02-07]. （原始内容存档于2018-02-07） （美国英语）.
4. ↑  Patten, Dominic; Andreeva, Nellie. . Deadline Hollywood. 2018-02-08  [2018-05-31]. （原始内容存档于2018-06-09） （美国英语）.
5. ↑  Andreeva, Nellie. . Deadline Hollywood. 2018-05-22  [2018-05-22]. （原始内容存档于2018-05-22） （美国英语）.
6. 1 2  Petski, Denise. . Deadline Hollywood. 2018-12-04  [2018-12-04]. （原始内容存档于2018-12-05） （美国英语）.
7. ↑  Tubb, Raymond. . WMAZ-TV. 2018-11-30  [2018-11-30]. （原始内容存档于2020-11-16） （美国英语）.
8. ↑  Walljasper, Matt. . Atlanta. 2018-11-29  [2018-11-30]. （原始内容存档于2018-12-01） （美国英语）.
9. ↑  Walljasper, Matt. . Atlanta. 2018-12-20  [2018-12-26]. （原始内容存档于2018-12-24） （美国英语）.
10. ↑  Walljasper, Matt. . Atlanta. 2019-01-31  [2019-02-03]. （原始内容存档于2019-02-03） （美国英语）.

## 外部連結
- 互联网电影数据库（IMDb）上《幻異傳奇》的资料（英文）